# Zbigniew Skrudlik
Zbigniew Andrzej Skrudlik (* 12. Mai 1934 in Jasło) ist ein ehemaliger polnischer Florettfechter.

## Erfolge
Zbigniew Skrudlik wurde mit der Mannschaft 1965 in Paris Vizeweltmeister. Hinzu kamen zwei Bronzemedaillen 1961 in Turin und 1962 in Buenos Aires. Zweimal nahm er an Olympischen Spielen teil: bei den Olympischen Spielen 1964 in Tokio zog er mit der polnischen Equipe ungeschlagen ins Finale ein, in dem sie sich der Sowjetunion mit 7:9 geschlagen geben musste. Gemeinsam mit Egon Franke, Ryszard Parulski, Janusz Różycki und Witold Woyda erhielt er somit die Silbermedaille. 1968 scheiterte er mit der Mannschaft in Mexiko-Stadt im Halbfinale, konnte sich anschließend aber gemeinsam mit Egon Franke, Adam Lisewski, Ryszard Parulski und Witold Woyda gegen Rumänien die Bronzemedaille sichern. Auf nationaler Ebene wurde er 1961 und 1963 polnischer Meister mit dem Florett sowie 1956 mit der Säbel-Mannschaft.
Nach seiner aktiven Karriere war er von 1968 bis 1978 Trainer der polnischen Nationalmannschaft, in den Jahren danach folgten Engagements in Kanada und Japan. Für seine sportlichen Leistungen erhielt er das Ritterkreuz des Ordens Polonia Restituta.